# Gitarą i piórem 4
Gitarą i piórem 4 – piąty z serii albumów muzycznych powiązanych z audycją radiową „Gitarą i piórem” Janusza Deblessema oraz z festiwalem o tej samej nazwie poświęconych poezji śpiewanej i piosence autorskiej. Płyta ukazała się 7 października 2016 nakładem Agencji Muzycznej Polskiego Radia.
W 2016 roku audycja „Gitarą i piórem” obchodziła swoje 30-lecie – jej pierwsza emisja odbyła się 26 września 1986. Niniejszy album jest jedną z form uczczenia tego jubileuszu.
W niedzielę 2 października 2016, w studiu im. Agnieszki Osieckiej odbył się koncert z okazji 30-lecia audycji i premiery płyty Gitarą i piórem 4. Pierwsza część wydarzenia była transmitowana na żywo na antenie Programu 3 Polskiego Radia. Cały koncert można obejrzeć na stronie internetowej Polskiego Radia. Na scenie „Trójki” wystąpili wtedy: Agata Ślazyk, Hanka Wójciak, Marek Andrzejewski, Piotr Bukartyk, Mirosław Czyżykiewicz, Andrzej Garczarek, Łukasz Jemioła, Robert Kasprzycki, Tomasz Wachnowski, Piotr Woźniak i Tadeusz Woźniak.

„Niepostrzeżenie minęło dziesięć lat od wydania płyty „Gitarą i piórem 3”. Obchodzimy jubileusz 30-lecia obecności na antenie Program 3. Polskiego Radia audycji „Gitarą i piórem”. Te słowa, zapożyczone z „Sielanki o domu” Wojtka Bellona, z muzyką Wacława Juszczyszyna, ciągle są zobowiązaniem.
Ten album jest zaproszeniem w podróż. Między piosenkami jest napięcie, wywołujące ruch myśli. Przetestowane! Lata pracy… Scenariusz audycji radiowej, a może koncertu. Sprawdzą Państwo?”.

## Lista utworów
Długość utworów na podstawie internetowego Sklepu Polskiego Radia. Lista nie uwzględnia informacji o autorach tekstów i muzyki.
| 01. | „Modlitwa o wschodzie słońca” – Przemysław Gintrowski, Jacek Kaczmarski, Zbigniew Łapiński | 02:32   |
|     |                                                                                            |         |
| 02. | „Ja chcę latać” – Tadeusz Woźniak                                                          | 02:52   |
|     |                                                                                            |         |
| 03. | „Blacha falista” – Andrzej Garczarek                                                       | 03:49   |
|     |                                                                                            |         |
| 04. | „Moja litania” – Leszek Wójtowicz                                                          | 03:53   |
|     |                                                                                            |         |
| 05. | „Piosenka w samą porę” – Szymon Zychowicz                                                  | 04:34   |
|     |                                                                                            |         |
| 06. | „Myślę o Tobie często ” – Robert Kasprzycki                                                | 05:10   |
|     |                                                                                            |         |
| 07. | „Do syta (śmierć)” – Kapela Hanki Wójciak                                                  | 04:23   |
|     |                                                                                            |         |
| 08. | „Szukałem Cię wśród jabłek” – Grzegorz Tomczak i Iwona Loranc                              | 03:31   |
|     |                                                                                            |         |
| 09. | „Gdy dziewczyna idzie spać” – Łukasz Jemioła                                               | 03:38   |
|     |                                                                                            |         |
| 10. | „Fusy w kawie” – Lena Piękniewska                                                          | 04:24   |
|     |                                                                                            |         |
| 11. | „I nie proszę o nic” – Tomasz Wachnowski i Basia Raduszkiewicz                             | 05:35   |
|     |                                                                                            |         |
| 12. | „Jesteś Aniele” – Mirosław Czyżykiewicz                                                    | 03:20   |
|     |                                                                                            |         |
| 13. | „Każde słowo” – Agata Ślazyk                                                               | 02:57   |
|     |                                                                                            |         |
| 14. | „Tautologie ” – Marek Andrzejewski                                                         | 03:32   |
|     |                                                                                            |         |
| 15. | „Wiośnie nie” – Basia Stępniak-Wilk i Wojciech Mann                                        | 02:59   |
|     |                                                                                            |         |
| 16. | „Nazywali go Marynarz – szanta narciarska” – Artur Andrus                                  | 02:38   |
|     |                                                                                            |         |
| 17. | „Na całej połaci śnieg” – Magda Umer i Wojciech Mann                                       | 02:54   |
|     |                                                                                            |         |
| 18. | „Przy szosie na Augustów” – Piotr Bukartyk                                                 | 04:11   |
|     |                                                                                            |         |
| 19. | „Ghostwriter” – Piotr Woźniak                                                              | 04:44   |
|     |                                                                                            |         |
| 20. | „Piosenka o zamyślaniu się” – Jan Wołek                                                    | 03:33   |
|     |                                                                                            |         |
| 21. | „Pilnujmy marzeń” – Andrzej Poniedzielski                                                  | 03:19   |
|     |                                                                                            |         |
|     |                                                                                            | 1:18:28 |
|     |                                                                                            |         |